# Pedropiedra
Pedro Subercaseaux García de la Huerta (Santiago, 17 de abril de 1978), más conocido por su nombre artístico Pedropiedra es un músico y compositor chileno. Además de su carrera solista donde ha publicado seis álbumes de estudio, es actualmente miembro del espectáculo en vivo de 31 minutos y del grupo Pillanes.

## Biografía
Hijo del pintor Juan Subercaseaux y de Paula Garcia de la Huerta, Pedro es el cuarto de ocho hermanos. Creció en la comuna de Providencia. Durante su infancia tomó clases de guitarra en la academia de Alberto Plaza, un lugar que el mismo Subercaseaux ha denominado como "muy conservador".
Ha señalado que sus primeras influencias fueron el grupo The Beatles, gusto que heredó de su madre, Michael Jackson, Los Prisioneros y Soda Stereo, además de la música romántica en español. Durante su adolescencia forjó amistad y lazos de colaboración con músicos que más tarde serían parte de sus bandas profesionales, como Vicente Sanfuentes con quien fundaría Los Hermanos Brothers en 2001 y Jorge del Campo y Federico Dannemann, con quienes formó Wanted y que hoy forman parte de su banda de acompañamiento.

## Carrera musical

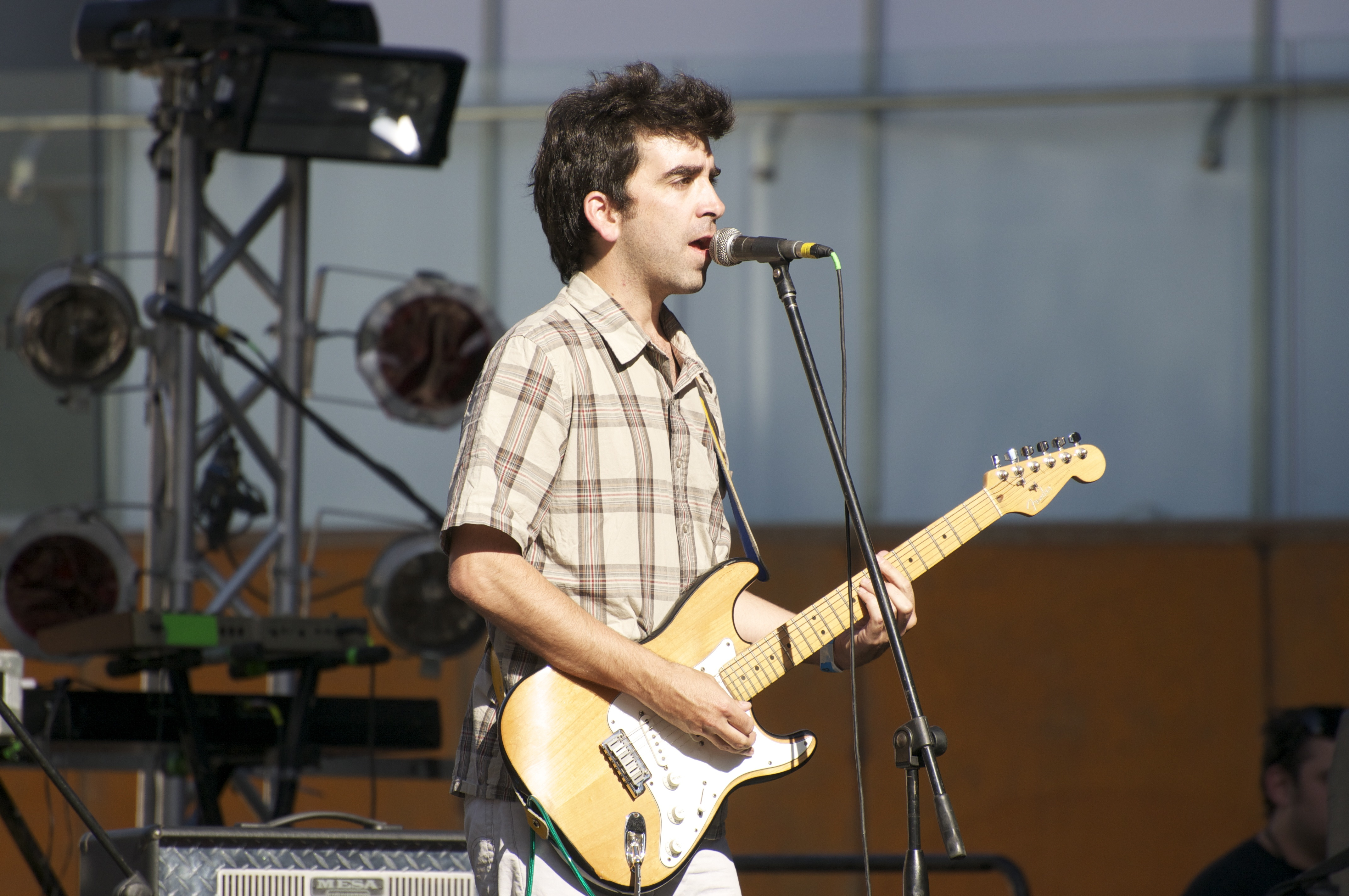
Pedropiedra en 2010

La segunda banda. de nombre Tropiflaite. fue conformada durante sus estudios en la Escuela Moderna de Música junto a Jorge del Campo, Roberto Chicho Espinoza, Diego Las Heras, el mismo Pedro Subercaseaux y Andrés Pérez. Esta banda se dedicaba a tocar música para bodas, entre ellas cumbias y canciones del Puma Rodríguez y Raffaella Carrà. La banda duró solo 2 años y grabaron un disco llamado Grandes Éxitos, producido por Juan Carlos Tato Gómez, exintegrante de Clan 91 y Embrujo. Desanimados e incómodos con el pobre resultado de esta producción, la banda de disuelve en 2004.
En 2002, Pedro junto a Vicente Sanfuentes forma un dúo de electrónica y rimas llamado Hermanos Brothers. Impulsados en parte por el éxito del sencillo y video Santiago 2002, ganaron el premio MTV a mejor Artista Independiente en el 2003. El vídeo fue dirigido por Pablo León. Este mismo año Pedro trabaja en CHC (Congregación de Hermanos Contemplativa), de manera simultánea. La banda está conformada por Gabriel Díaz, Sebastián Silva y para el tercer disco llamado La cosa se sumarían Andrea Ducci y los ex Tropiflaite Jorge del Campo y Roberto Espinoza.
Otros de los grupos en los que participa, de manera paralela a CHC, fue Yaia (grupo conformado con Sebastian Silva y Nea Ducci integrantes de su anterior banda, y Lady Clarita, su hermana) . Solo grabaron un disco en el año 2005 de nombre Good Morning, producido por Pedro para Mutante Discos. La música que interpretaban eran principalmente géneros afrocaribeños, más enfocados al dub y el reggae. En Yaia, participa como la voz principal, guitarrista y programador. En este grupo su nombre artístico fue Pita. Por último nace Pedropiedra. Este álbum debutó en marzo del 2009 bajo el sello de Oveja Negra.
Un viaje a México determinó la metamorfosis que transformó y aglutinó todas las personalidades musicales anteriores en un solo proyecto. Es en este país donde Pedro finalmente adoptó el nombre de Pedropiedra como solista. Habiendo viajado para promover el disco La cosa de CHC a fines de 2007, y con el fracaso de esta misión, decidió quedarse a probar suerte en la Capital Azteca y empezó a circular sus demos por el ambiente discográfico de dicha ciudad. Pedro grabó unos demos en su tiempo libre y sus canciones llegaron a manos de Sony Publishing, y le propusieron al cantante el trato de grabar un disco con diecisiete temas. La negociación fracasó debido a la aparición de Arturo Turra Medina, productor chileno y baterista de la banda mexicana Sin Bandera. Turra ofreció a Pedro la oportunidad de realizar un disco en su estudio. Pedro Subercaseaux rechazó la oferta de Sony Publishing para tomar la oferta de Arturo Turra Medina. En esta oferta es donde surge la colaboración con Leonel García.
En el 2009 se dedicó a hacer promoción de su material en vivo. También trabajó en la banda sonora de la película de Sebastián Silva, exintegrante de CHC, La Nana. y luego "Crystal Fairy" (2013). Realizó la música del programa preescolar basado en 31 minutos, Las vacaciones de Tulio, Patana y el pequeño Tim, además de participar en el disco Yo nunca vi televisión, álbum tributo a la serie infantil chilena ya mencionada, donde hace una versión del tema «Mr. Guantecillo». Otras colaboraciones están en el disco de Surtek Collective The Birth of Acitón, donde rapea bajo el seudónimo de Peter Rap, con el Sr. Coconut (Uwe Schmidt) para un compilado llamado Coconut FM donde produjo y compuso canciones. Cantó el tema «Sin Gravedad» para un proyecto de Pol Infante llamado Efectos Espaciales en 2008 y tocó el bajo e hizo coros para Hungría en 2006 con Gepe. En 2010 abrió el Maquinaria Festival, y ha estado en Lollapalooza Chile, 2 veces en el Festival Vive Latino en México.

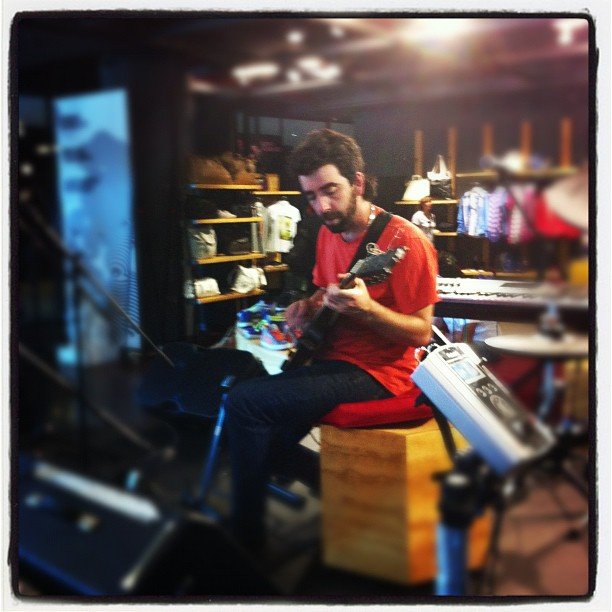
Pedropiedra en 2012

El año 2010 graba su segundo disco, Cripta y vida, en el mismo estudio El Ártico, propiedad de Leonel García en México, grabaciones que son terminadas en Santiago en su propio estudio casero y luego bajo la supervisión del ingeniero y productor chileno Hernán Rojas. Este disco es lanzado el año 2011 y de él se desprendieron los sencillos «Vacaciones en el Más allá», «Occidental» y «En esta mansión». Este disco le permitió a Pedropiedra consolidarse como figura recurrente en la escena independiente chilena y le valió presentar su música por varios países entre los que destacan Argentina, Brasil, Ecuador, México y España. Para la presentación en vivo de 31 minutos en el Lollapalooza Chile 2012, Pedro colabora como baterista, convirtiéndose en un importante miembro de la banda de la serie de títeres y permaneciendo como miembro estable hasta el día de hoy. En el camino se suman los discos de estudio: Emanuel, Ocho y Alo! producido por Cristián Heyne y del que se desprende la canción "Amar en silencio". Desde 2018, miembro del grupo Pillanes, banda que fundó con los hermanos Pablo y Felipe Ilabaca, y Francisco y Mauricio Durán. Con este grupo lanzó un álbum homónimo en noviembre de 2018, Pillanes.
En mayo de 2016 colaboró en vivo con Mon Laferte con la canción «El diablo» en su presentación en el Teatro Cariola, y el 18 de diciembre de 2017 participó teloneando el show de la cantautora chilena en el Movistar Arena.
En 2024 asumió como director de orquesta de la banda oficial del programa de televisión El antídoto, conducido por Fabrizio Copano y transmitido por Mega. En la banda también participan la multi instrumentalista Taffy Donicke y la guitarrista Catalina Rojas.

## Bandas a las que ha pertenecido
| Nombre      | Hermanos Brothers                                                  | Tropiflaite                                                                                        | CHC | Yaia | Pillanes                                                                                               |
| ----------- | ------------------------------------------------------------------ | -------------------------------------------------------------------------------------------------- | --- | --- | --- |
| Años        | 1998-2005                                                          | 1999-2003                                                                                          | 2001-2009 | 2002-2005                                                                                                 | 2018-actualidad                                                                                        |
| Género      | Hip-Hop/ Electrónica                                               | Pop                                                                                                | hip hop | Pop | Pop/ Rock                                                                                              |
| Integrantes | - Piedra (Pedro Subercaseaux) - DJ Discjockey (Vicente Sanfuentes) | - Jorge del Campo - Andrés Pérez Lecaros - Diego Las Heras - Roberto Espinosa - Pedro Subercaseaux | - Joven (Sebastián Silva) - Palabra (Gabriel Díaz) - Piedra (Pedro Subercaseaux) - Nea (Andrea Ducci) - Jorge Delaselva (Jorge del Campo) - Roberto Chicho Espinosa | - Tat (Sebastián Silva) - Pita (Pedro Subercaseaux) - Lady Clarita (Clara Subercaux) - Yayita (Nea Ducci) | - Pablo Ilabaca - Felipe Ilabaca - Mauricio Durán - Francisco Durán - Pedropiedra (Pedro Subercaseaux) |

## Discografía

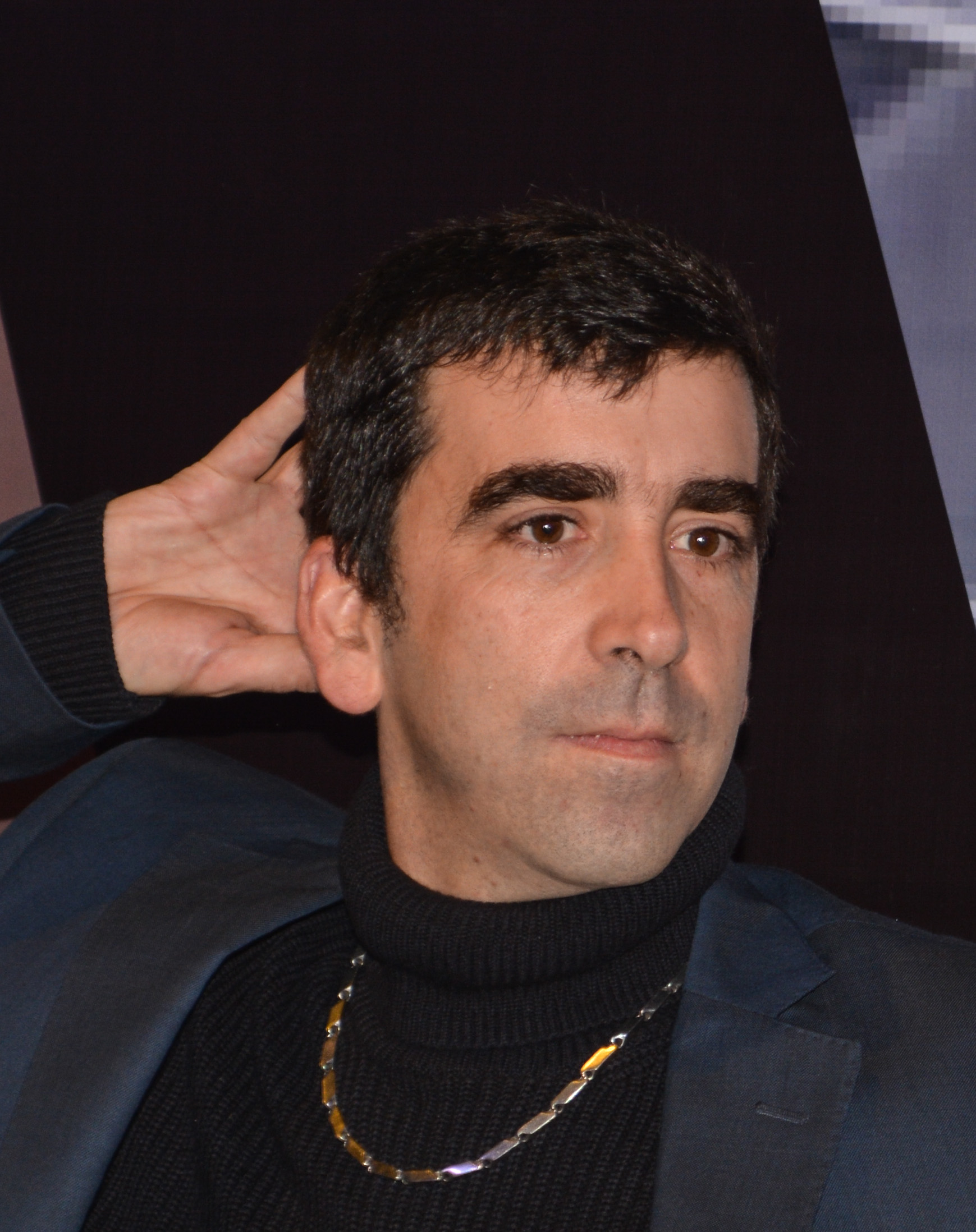
Pedropiedra en los Premios Pulsar 2017

Álbumes de estudio
- 2009: Pedropiedra
- 2011: Cripta y vida
- 2013: Emanuel
- 2016: Ocho
- 2020: Aló!
- 2024: Tótem

## Premios y nominaciones
| Año  | Premios         | Categoría                           | Trabajo                                    | Resultado | Ref.                 |
| ---- | --------------- | ----------------------------------- | ------------------------------------------ | --------- | -------------------- |
| 2011 | Festival Cine B | Mejor videoclip                     | «Historias de terror»                      | Nominado  | [ 16 ] [ 17 ]        |
| 2013 | Festival Cine B | Mejor videoclip                     | «Con razón»                                | Ganador   | [ 18 ] [ 19 ]        |
| 2014 | Festival Cine B | Mejor videoclip                     | «Para ti»                                  | Nominado  | [ 20 ] [ 21 ] [ 22 ] |
| 2014 | Premios Altazor | Mejor Canción Pop o Balada          | «Pasajero»                                 | Ganador   | [ 23 ] [ 24 ]        |
| 2016 | Premios Pulsar  | Canción del año                     | «La balada de J González»                  | Nominado  | [ 25 ]               |
| 2017 | Premios Pulsar  | Álbum del año                       | Ocho                                       | Nominado  | [ 26 ]               |
| 2017 | Premios Pulsar  | Artista del año                     | Ocho                                       | Nominado  | [ 26 ]               |
| 2017 | Premios Pulsar  | Canción del año                     | «Todos los días»                           | Nominado  | [ 26 ]               |
| 2017 | Premios Pulsar  | Mejor artista Pop                   | Ocho                                       | Nominado  | [ 26 ]               |
| 2017 | Premios Pulsar  | Vídeo del año (para Álvaro Díaz)    | «Todos los días»                           | Nominado  | [ 26 ]               |
| 2018 | Premios Índigo  | Mejor show en vivo                  | Presentación en el Lollapalooza Chile 2018 | Nominado  | [ 27 ]               |
| 2020 | Premios Pulsar  | Mejor videoclip (para Felipe Prado) | «Amar en silencio»                         | Ganador   | [ 28 ] [ 29 ] [ 30 ] |
| 2020 | Premios Pulsar  | Canción del año                     | «Amar en silencio»                         | Nominado  | [ 28 ] [ 29 ] [ 30 ] |